# کرچک‌هندی‌ها
کرچک‌هندی‌ها (نام علمی: Codiaeum) نام یک سرده از تیره فرفیونیان است.